# Hockey Pro League masculina 2023-24
La Hockey Pro League masculina de 2023-24 fue la quinta edición del campeonato de hockey sobre césped para equipos nacionales masculinos. El torneo comenzó el 6 de diciembre de 2023 y terminó el 30 de junio de 2024. El ganador del torneo se clasificó para el Campeonato mundial de 2026 en Bélgica y Países Bajos. 

## Formato
Se mantiene el sistema de todos contra todos, limitando los movimientos de viaje por medio de una serie de "minitorneos" en los que tres equipos nacionales se encuentran en un mismo lugar para jugar dos veces contra los demás equipos. Al cancelar uno de los dos partidos jugados entre dos equipos, el ganador del otro partido recibirá el doble de puntos.
Una victoria vale tres puntos por partido. En caso de empate al final del tiempo reglamentario, ambos equipos recibirán un punto, y un shoot out determinará cual equipo recibirá un punto adicional. El equipo que termina en primer lugar de la clasificación final será el ganador de esta edición del Hockey Pro League. El equipo que termina en último lugar será relegado a la Hockey Nations Cup.

## Equipos clasificados
- Alemania
- Argentina
- Australia
- Bélgica
- España
- India
- Irlanda
- Países Bajos
- Reino Unido

## Resultados
Todos los partidos se encuentran en horario local.
| Pos. | Equipo        | Pts. | PJ | G  | GSO | PSO | P  | GF | GC | Dif. | Clasificación o descenso              |
| ---- | ------------- | ---- | -- | -- | --- | --- | -- | -- | -- | ---- | ------------------------------------- |
| 1    | Australia (C) | 34   | 16 | 10 | 1   | 2   | 3  | 56 | 41 | +15  | Clasificación Campeonato mundial 2026 |
| 2    | Países Bajos  | 31   | 16 | 8  | 2   | 3   | 3  | 45 | 32 | +13  |                                       |
| 3    | Reino Unido   | 29   | 16 | 9  | 0   | 2   | 5  | 37 | 28 | +9   |                                       |
| 4    | Argentina     | 29   | 16 | 7  | 3   | 2   | 4  | 39 | 35 | +4   |                                       |
| 5    | Bélgica       | 25   | 16 | 7  | 2   | 0   | 7  | 41 | 39 | +2   |                                       |
| 6    | Alemania      | 25   | 16 | 5  | 4   | 2   | 5  | 33 | 29 | +4   |                                       |
| 7    | India         | 24   | 16 | 5  | 3   | 3   | 5  | 38 | 35 | +3   |                                       |
| 8    | España        | 13   | 16 | 4  | 0   | 1   | 11 | 36 | 43 | −7   |                                       |
| 9    | Irlanda (R)   | 6    | 16 | 2  | 0   | 0   | 14 | 16 | 59 | −43  | Relegado al FIH Nations Cup           |

 Fuente: FIH
Criterios de clasificación: 1) puntos; 2) partidos ganados; 3) diferencia de goles; 4) goles a favor; 5) resultados enfrentamientos entre sí; 6) goles de campo anotados.
| 6 de diciembre de 2023 | Argentina                 | 2–1     | Reino Unido | Polideportivo Provincial, Santiago del Estero,           |                                                          |
| 21:30                  | Mazzilli 11' · Domene 41' | Reporte | Ward 60'    | Árbitra: Germán Montes de Oca (ARG) Gabriel Labate (ARG) | Árbitra: Germán Montes de Oca (ARG) Gabriel Labate (ARG) |

| 7 de diciembre de 2023 | Reino Unido                    | 3–2     | Países Bajos            | Polideportivo Provincial, Santiago del Estero,     |                                                    |
| 21:30                  | Walker 15', 55' · Bandurak 28' | Reporte | Croon 17' · Janssen 32' | Árbitra: Federico Silva (ARG) Ayanna McClean (TTO) | Árbitra: Federico Silva (ARG) Ayanna McClean (TTO) |

| 8 de diciembre de 2023 | Argentina | 0–3     | Países Bajos                                   | Polideportivo Provincial, Santiago del Estero,           |                                                          |
| 21:30                  |           | Reporte | Pieters 12' · T. Brinkman 32' · T. Reyenga 55' | Árbitra: Germán Montes de Oca (ARG) Federico Silva (ARG) | Árbitra: Germán Montes de Oca (ARG) Federico Silva (ARG) |

| 9 de diciembre de 2023 | Argentina                           | 1–1 (4–1 p.)               | Reino Unido               | Polideportivo Provincial, Santiago del Estero,     |                                                    |
| 21:30                  | Martínez 24'                        | Reporte                    | Draper 12'                | Árbitra: Gabriel Labate (ARG) Federico Silva (ARG) | Árbitra: Gabriel Labate (ARG) Federico Silva (ARG) |
|                        |                                     | Tiros desde el punto penal |                           |                                                    |                                                    |
|                        | Keenan · Domene · Casella · Martins |                            | Albery · Wallace · Morton |                                                    |                                                    |

| 10 de diciembre de 2023 | Países Bajos             | 2–1     | Reino Unido | Polideportivo Provincial, Santiago del Estero,      |                                                     |
| 21:30                   | Pieters 42' · Troost 60' | Reporte | Ward 47'    | Árbitra: Gabriel Labate (ARG) Irene Presenqui (ARG) | Árbitra: Gabriel Labate (ARG) Irene Presenqui (ARG) |

| 11 de diciembre de 2023 | Argentina                                                                                                 | 3–3 (6–7 p.)               | Países Bajos                                                                                                  | Polideportivo Provincial, Santiago del Estero,           |                                                          |
| 21:30                   | Casella 18' · Della Torre 37' · Domene 60'                                                                | Reporte                    | Van Heijningen 35' · T. Brinkman 51' · J. Brinkman 56'                                                        | Árbitra: Germán Montes de Oca (ARG) Gabriel Labate (ARG) | Árbitra: Germán Montes de Oca (ARG) Gabriel Labate (ARG) |
|                         | | Tiros desde el punto penal | |                                                          |                                                          |
|                         | Keenan · Domene · Toscani · Martins · Martínez · Toscani · Martins · Domene · Martínez · Keenan · Toscani |                            | Croon · Burkhardt · T. Brinkman · Pieters · Bijen · Croon · T. Brinkman · Pieters · Bijen · Burkhardt · Croon |                                                          |                                                          |

| 10 de febrero de 2024 | Irlanda  | 1–5     | Países Bajos                                                        | Estadio Kalinga, Bhubaneswar,                  |                                                |
| 17:30                 | Cole 36' | Reporte | Hoedemakers 12' · Croon 21' · Janssen 35', 52' · Van Heijningen 53' | Árbitra: Raghu Prasad (IND) James Unkles (AUS) | Árbitra: Raghu Prasad (IND) James Unkles (AUS) |

| 10 de febrero de 2024 | India                                        | 4–1     | España       | Estadio Kalinga, Bhubaneswar,                     |                                                   |
| 19:30                 | Harmanpreet 7', 20' · Jugraj 24' · Lalit 50' | Reporte | Miralles 34' | Árbitra: Rawi Anbananthan (MAS) Zeke Newman (AUS) | Árbitra: Rawi Anbananthan (MAS) Zeke Newman (AUS) |

| 11 de febrero de 2024 | España                                          | 3–4     | Australia                                | Estadio Kalinga, Bhubaneswar,                  |                                                |
| 17:30                 | Miralles 29' · Álvarez 36' · Cabré-Verdiell 37' | Reporte | Sharp 8', 52' · Whetton 19' · Govers 25' | Árbitra: Raghu Prasad (IND) Liu Xiaoying (CHN) | Árbitra: Raghu Prasad (IND) Liu Xiaoying (CHN) |

| 11 de febrero de 2024 | India                                     | 2–2 (4–2 p.)               | Países Bajos                          | Estadio Kalinga, Bhubaneswar,                 |                                               |
| 19:30                 | Hardik 13' · Harmanpreet 58'              | Reporte                    | Janssen 30' · Bijen 39'               | Árbitra: James Unkles (AUS) Zeke Newman (AUS) | Árbitra: James Unkles (AUS) Zeke Newman (AUS) |
|                       |                                           | Tiros desde el punto penal |                                       |                                               |                                               |
|                       | Harmanpreet · Sukhjeet · Lalit · Shamsher |                            | Croon · T. Brinkman · De Geus · Bijen |                                               |                                               |

| 13 de febrero de 2024 | Australia                                                 | 5–0     | Irlanda | Estadio Kalinga, Bhubaneswar,                      |                                                    |
| 17:30                 | Craig 17' · Hayward 22' · Willott 25', 57' · Ephraums 43' | Reporte |         | Árbitra: Raghu Prasad (IND) Rawi Anbananthan (MAS) | Árbitra: Raghu Prasad (IND) Rawi Anbananthan (MAS) |

| 13 de febrero de 2024 | Países Bajos                      | 3–0     | España | Estadio Kalinga, Bhubaneswar,                 |                                               |
| 19:30                 | Janssen 15', 51' · Telgenkamp 26' | Reporte |        | Árbitra: James Unkles (AUS) Zeke Newman (AUS) | Árbitra: James Unkles (AUS) Zeke Newman (AUS) |

| 14 de febrero de 2024 | Argentina                                       | 4–1     | Bélgica            | CeNARD, Buenos Aires,                          |                                                |
| 18:00                 | Keenan 15', 59' · Casella 31' · Della Torre 49' | Reporte | T. Stockbroekx 48' | Árbitra: Sean Rapaport (RSA) Tyler Klenk (CAN) | Árbitra: Sean Rapaport (RSA) Tyler Klenk (CAN) |

| 15 de febrero de 2024 | España                                       | 4–2     | Irlanda               | Estadio Kalinga, Bhubaneswar,                      |                                                    |
| 17:30                 | González 13', 57' · Miralles 18' · Reyné 41' | Reporte | Nelson 24' · Cole 52' | Árbitra: Rawi Anbananthan (MAS) James Unkles (AUS) | Árbitra: Rawi Anbananthan (MAS) James Unkles (AUS) |

| 15 de febrero de 2024 | Bélgica | 0–2     | Alemania                  | CeNARD, Buenos Aires,                              |                                                    |
| 18:00                 |         | Reporte | Hellwig 19' · Mazkour 25' | Árbitra: Benjamin Peters (USA) Sean Rapaport (RSA) | Árbitra: Benjamin Peters (USA) Sean Rapaport (RSA) |

| 15 de febrero de 2024 | India                                             | 4–6     | Australia                                                   | Estadio Kalinga, Bhubaneswar,                 |                                               |
| 19:30                 | Harmanpreet 12', 20' · Sukhjeet 18' · Mandeep 29' | Reporte | Govers 13', 13', 40' · Sharp 52' · Anderson 55' · Welch 58' | Árbitra: Raghu Prasad (IND) Zeke Newman (AUS) | Árbitra: Raghu Prasad (IND) Zeke Newman (AUS) |

| 16 de febrero de 2024 | Países Bajos                                 | 4–5     | Australia                                      | Estadio Kalinga, Bhubaneswar,                      |                                                    |
| 17:30                 | Telgenkamp 6' · Bijen 12', 22' · Janssen 56' | Reporte | Govers 33', 53' · Hayward 40', 48' · Brand 60' | Árbitra: Rawi Anbananthan (MAS) Raghu Prasad (IND) | Árbitra: Rawi Anbananthan (MAS) Raghu Prasad (IND) |

| 16 de febrero de 2024 | Argentina                           | 1–1 (3–1 p.)               | Alemania                                | CeNARD, Buenos Aires,                            |                                                  |
| 18:00                 | Casella 60'                         | Reporte                    | Hellwig 53'                             | Árbitra: Tyler Klenk (CAN) Benjamin Peters (USA) | Árbitra: Tyler Klenk (CAN) Benjamin Peters (USA) |
|                       |                                     | Tiros desde el punto penal |                                         |                                                  |                                                  |
|                       | Keenan · Domene · Toscani · Casella |                            | Wellen · M. Grambusch · Hellwig · Große |                                                  |                                                  |

| 16 de febrero de 2024 | India       | 1–0     | Irlanda | Estadio Kalinga, Bhubaneswar,                 |                                               |
| 19:30                 | Gurjant 60' | Reporte |         | Árbitra: Liu Xiaoying (CHN) Zeke Newman (AUS) | Árbitra: Liu Xiaoying (CHN) Zeke Newman (AUS) |

| 17 de febrero de 2024 | Argentina                      | 3–4     | Bélgica                                                    | CeNARD, Buenos Aires,                              |                                                    |
| 18:00                 | Domene 30+', 58' · Casella 47' | Reporte | Willems 9' · Duvekot 19' · Hellin 36' · T. Stockbroekx 47' | Árbitra: Sean Rapaport (RSA) Benjamin Peters (USA) | Árbitra: Sean Rapaport (RSA) Benjamin Peters (USA) |

| 18 de febrero de 2024 | Alemania                           | 3–2     | Bélgica                   | CeNARD, Buenos Aires,                                |                                                      |
| 18:00                 | Weigand 7', 25' · T. Grambusch 19' | Reporte | Wilbers 26' · Willems 42' | Árbitra: Irene Presenqui (ARG) Benjamin Peters (USA) | Árbitra: Irene Presenqui (ARG) Benjamin Peters (USA) |

| 19 de febrero de 2024 | Irlanda    | 1–2     | Países Bajos     | Birsa Munda International Hockey Stadium, Rourkela, |                                                     |
| 17:30                 | Nelson 12' | Reporte | Janssen 15', 23' | Árbitra: Martin Madden (SCO) Kristy Robertson (AUS) | Árbitra: Martin Madden (SCO) Kristy Robertson (AUS) |

| 19 de febrero de 2024 | Argentina                                              | 2–2 (4–3 p.)               | Alemania                                          | CeNARD, Buenos Aires,                          |                                                |
| 18:00                 | Della Torre 3' · Domene 34'                            | Reporte                    | Hartkopf 27' · Mazkour 13'                        | Árbitra: Sean Rapaport (RSA) Tyler Klenk (CAN) | Árbitra: Sean Rapaport (RSA) Tyler Klenk (CAN) |
|                       |                                                        | Tiros desde el punto penal |                                                   |                                                |                                                |
|                       | Keenan · Della Torre · L. Toscani · Casella · Martínez |                            | Wellen · Prinz · Mazkour · M. Grambusch · Hellwig |                                                |                                                |

| 19 de febrero de 2024 | India                                                                            | 2–2 (8–7 p.)               | España                                                                             | Birsa Munda International Hockey Stadium, Rourkela,    |                                                        |
| 19:30                 | Jarmanpreet 1' · Abhishek 35'                                                    | Reporte                    | Basterra 3' · Lacalle 15'                                                          | Árbitra: Gareth Greenfield (NZL) David Tomlinson (NZL) | Árbitra: Gareth Greenfield (NZL) David Tomlinson (NZL) |
|                       |                                                                                  | Tiros desde el punto penal |                                                                                    |                                                        |                                                        |
|                       | Harmanpreet · Sukhjeet · Lalit · Abhishek · Raj · Harmanpreet · Sukhjeet · Lalit |                            | Basterra · Miralles · Bonastre · Reyné · Recasens · Bonastre · Recasens · Miralles |                                                        |                                                        |

| 21 de febrero de 2024 | España  | 1–4     | Australia                                          | Birsa Munda International Hockey Stadium, Rourkela,    |                                                        |
| 17:30                 | Amat 2' | Reporte | Ogilvie 4' · Ephraums 8' · Hayward 25' · Brand 44' | Árbitra: Gareth Greenfield (NZL) Junko Wagatsuma (JPN) | Árbitra: Gareth Greenfield (NZL) Junko Wagatsuma (JPN) |

| 21 de febrero de 2024 | India                                  | 1–1 (2–4 p.)               | Países Bajos                                     | Birsa Munda International Hockey Stadium, Rourkela, |                                                    |
| 19:30                 | Hardik 38'                             | Reporte                    | Middendorp 4'                                    | Árbitra: David Tomlinson (NZL) Martin Madden (SCO)  | Árbitra: David Tomlinson (NZL) Martin Madden (SCO) |
|                       |                                        | Tiros desde el punto penal |                                                  |                                                     |                                                    |
|                       | Araijeet · Sukhjeet · Lalit · Shamsher |                            | Croon · Brinkman · De Geus · Telgenkamp · De Mol |                                                     |                                                    |

| 22 de febrero de 2024 | Irlanda        | 1–4     | Australia                                  | Birsa Munda International Hockey Stadium, Rourkela,  |                                                      |
| 17:30                 | O'Donoghue 44' | Reporte | Govers 33', 52' · Ephraums 40' · Welch 56' | Árbitra: Junko Wagatsuma (JPN) David Tomlinson (NZL) | Árbitra: Junko Wagatsuma (JPN) David Tomlinson (NZL) |

| 22 de febrero de 2024 | Países Bajos                                 | 4–3     | España                                         | Birsa Munda International Hockey Stadium, Rourkela,  |                                                      |
| 19:30                 | Janssen 11', 31' · Brinkman 22' · Jansen 34' | Reporte | Lacalle 2' · Cabré-Verdiell 51' · Basterra 54' | Árbitra: Martin Madden (SCO) Gareth Greenfield (NZL) | Árbitra: Martin Madden (SCO) Gareth Greenfield (NZL) |

| 24 de febrero de 2024 | España                                                                            | 7–0     | Irlanda | Birsa Munda International Hockey Stadium, Rourkela,     |                                                         |
| 17:30                 | Basterra 3' · Iglesias 14', 31', 50' · Ignacio-Simó 35' · Lacalle 47' · Reyné 51' | Reporte |         | Árbitra: Kristy Robertson (AUS) Gareth Greenfield (NZL) | Árbitra: Kristy Robertson (AUS) Gareth Greenfield (NZL) |

| 24 de febrero de 2024 | India                        | 2–2 (0–3 p.)               | Australia                 | Birsa Munda International Hockey Stadium, Rourkela, |                                                    |
| 19:30                 | Harmanpreet 20' · Amit 29'   | Reporte                    | Govers 23' · Craig 53'    | Árbitra: Martin Madden (SCO) David Tomlinson (NZL)  | Árbitra: Martin Madden (SCO) David Tomlinson (NZL) |
|                       |                              | Tiros desde el punto penal |                           |                                                     |                                                    |
|                       | Akashdeep · Sukhjeet · Lalit |                            | Brand · Ogilvie · Wickham |                                                     |                                                    |

| 25 de febrero de 2024 | Australia                             | 3–5     | Países Bajos                                                      | Birsa Munda International Hockey Stadium, Rourkela,  |                                                      |
| 17:30                 | Anderson 6' · Brand 46' · Hayward 55' | Reporte | Telgenkamp 13', 20' · Janssen 35' · Hoedemakers 42' · Pieters 48' | Árbitra: Martin Madden (SCO) Gareth Greenfield (NZL) | Árbitra: Martin Madden (SCO) Gareth Greenfield (NZL) |

| 25 de febrero de 2024 | India                                                    | 4–0     | Irlanda | Birsa Munda International Hockey Stadium, Rourkela,   |                                                       |
| 19:30                 | Nilakanta 14' · Akashdeep 15' · Gurjant 38' · Jugraj 60' | Reporte |         | Árbitra: David Tomlinson (NZL) Kristy Robertson (AUS) | Árbitra: David Tomlinson (NZL) Kristy Robertson (AUS) |

| 22 de mayo de 2024 | India                                                                    | 2–2 (5–4 p.)               | Argentina                                                            | Wilrijkse Plein Antwerpen, Amberes,               |                                                   |
| 14:30              | Mandeep 11' · Lalit 55'                                                  | Reporte                    | Martinez 20' · Domene 60'                                            | Árbitra: Jonas van't Hek (NED) Sean Edwards (ENG) | Árbitra: Jonas van't Hek (NED) Sean Edwards (ENG) |
|                    |                                                                          | Tiros desde el punto penal |                                                                      |                                                   |                                                   |
|                    | Harmanpreet · Sukhjeet · Pal · Abhishek · Harmanpreet · Sukhjeet · Lalit |                            | Casella · Toscani · Martins · Martinez · Casella · Toscani · Capurro |                                                   |                                                   |

| 22 de mayo de 2024 | Bélgica     | 1–2     | Irlanda               | Wilrijkse Plein Antwerpen, Amberes,              |                                                  |
| 19:00              | Hainaut 55' | Reporte | Nelson 11' · Cole 20' | Árbitra: Sarah Wilson (SCO) Raphaël Adrien (GER) | Árbitra: Sarah Wilson (SCO) Raphaël Adrien (GER) |

| 23 de mayo de 2024 | Argentina                       | 3–1     | Irlanda     | Wilrijkse Plein Antwerpen, Amberes,                |                                                    |
| 16:30              | Martínez 30', 43' · Capurro 47' | Reporte | Madeley 51' | Árbitra: Jonas van't Hek (NED) Ole Ingwersen (GER) | Árbitra: Jonas van't Hek (NED) Ole Ingwersen (GER) |

| 23 de mayo de 2024 | Bélgica                                         | 4–1     | India        | Wilrijkse Plein Antwerpen, Amberes,           |                                               |
| 21:00              | Denayer 22' · Hendrickx 34', 60' · Charlier 49' | Reporte | Abhishek 55' | Árbitra: Ben Göntgen (GER) Sean Edwards (ENG) | Árbitra: Ben Göntgen (GER) Sean Edwards (ENG) |

| 25 de mayo de 2024 | Bélgica                                     | 2–2 (3–1 p.)               | India                                   | Wilrijkse Plein Antwerpen, Amberes,               |                                                   |
| 16:15              | Denayer 30' · Van Aubel 50'                 | Reporte                    | Araijeet 11' · Sukhjeet 57'             | Árbitra: Jonas van't Hek (NED) Sean Edwards (ENG) | Árbitra: Jonas van't Hek (NED) Sean Edwards (ENG) |
|                    |                                             | Tiros desde el punto penal |                                         |                                                   |                                                   |
|                    | Boccard · De Sloover · Van Aubel · Ghislain |                            | Araijeet · Sukhjeet · Abhishek · Prasad |                                                   |                                                   |

| 25 de mayo de 2024 | Irlanda                         | 3–4     | Argentina                                         | Wilrijkse Plein Antwerpen, Amberes,               |                                                   |
| 18:30              | Madeley 14', 20' · A. Empey 40' | Reporte | Capurro 19' · Domene 28' · Keenan 39' · Habif 53' | Árbitra: Ben Göntgen (GER) Annelize Rostron (RSA) | Árbitra: Ben Göntgen (GER) Annelize Rostron (RSA) |

| 26 de mayo de 2024 | Bélgica | 1–4     | Irlanda                                    | Wilrijkse Plein Antwerpen, Amberes,            |                                                |
| 16:15              | Kina 9' | Reporte | Johnson 17', 31' · Duncan 45' · Walker 55' | Árbitra: Sarah Wilson (SCO) Sean Edwards (ENG) | Árbitra: Sarah Wilson (SCO) Sean Edwards (ENG) |

| 26 de mayo de 2024 | Argentina                                           | 4–5     | India                                                 | Wilrijkse Plein Antwerpen, Amberes,             |                                                 |
| 18:30              | Monja 3' · Keenan 24' · Marcucci 54' · Martínez 57' | Reporte | Araijeet 7' · Gurjant 18' · Harmanpreet 29', 50', 52' | Árbitra: Ben Göntgen (GER) Raphaël Adrien (GER) | Árbitra: Ben Göntgen (GER) Raphaël Adrien (GER) |

| 29 de mayo de 2024 | España                           | 2–3     | Argentina                     | Wilrijkse Plein Antwerpen, Amberes,                  |                                                      |
| 14:00              | Fortuño 52' · Cabré-Verdiell 57' | Reporte | Casella 19', 48' · Domene 59' | Árbitra: Jonas van 't Hek (NED) Raphaël Adrien (GER) | Árbitra: Jonas van 't Hek (NED) Raphaël Adrien (GER) |

| 29 de mayo de 2024 | Bélgica                                                       | 5–1     | Australia | Wilrijkse Plein Antwerpen, Amberes,            |                                                |
| 19:00              | Denayer 8', 29' · Hendrickx 18' · Onana 36' · Stockbroekx 48' | Reporte | Sharp 15' | Árbitra: Ben Göntgen (GER) Ole Ingwersen (GER) | Árbitra: Ben Göntgen (GER) Ole Ingwersen (GER) |

| 30 de mayo de 2024 | Australia | 1–2     | Argentina                     | Wilrijkse Plein Antwerpen, Amberes,              |                                                  |
| 16:30              | Brand 7'  | Reporte | Della Torre 31' · Toscani 40' | Árbitra: Sean Edwards (ENG) Raphaël Adrien (GER) | Árbitra: Sean Edwards (ENG) Raphaël Adrien (GER) |

| 30 de mayo de 2024 | Bélgica                                     | 3–2     | España                         | Wilrijkse Plein Antwerpen, Amberes,               |                                                   |
| 21:15              | Dohmen 41' · Luypaert 44' · Hendrickx 55' · | Reporte | Cunill Clapés 35' · Sanz 42' · | Árbitra: Jonas van't Hek (NED) Alison Keogh (IRL) | Árbitra: Jonas van't Hek (NED) Alison Keogh (IRL) |

| 1 de junio de 2024 | Alemania | 0–3     | India                                        | Lee Valley Hockey and Tennis Centre, Londres,      |                                                    |
| 10:00              |          | Reporte | Harmanpreet 16' · Sukhjeet 41' · Gurjant 44' | Árbitra: Coen van Bunge (NED) Ahmad El-Sayed (EGY) | Árbitra: Coen van Bunge (NED) Ahmad El-Sayed (EGY) |

| 1 de junio de 2024 | Reino Unido                                         | 5–1     | Irlanda    | Lee Valley Hockey and Tennis Centre, Londres,           |                                                         |
| 12:15              | Croft 12' · Roper 18' · Ward 27', 34' · Furlong 58' | Reporte | Walker 20' | Árbitra: Sébastien Michielsen (BEL) Michiel Otten (NED) | Árbitra: Sébastien Michielsen (BEL) Michiel Otten (NED) |

| 1 de junio de 2024 | Bélgica                                             | 4–1     | España      | Wilrijkse Plein Antwerpen, Amberes,               |                                                   |
| 14:00              | Hendrickx 1' · Van Aubel 17', 58' · Stockbroekx 23' | Reporte | Álvarez 55' | Árbitra: Ben Göntgen (GER) Annelize Rostron (RSA) | Árbitra: Ben Göntgen (GER) Annelize Rostron (RSA) |

| 1 de junio de 2024 | Argentina                                | 3–4     | Australia                                         | Wilrijkse Plein Antwerpen, Amberes,            |                                                |
| 18:30              | Mazzilli 11' · Tarazona 12' · Domene 53' | Reporte | Wickham 3' · Craig 49' · Hayward 57' · Govers 60' | Árbitra: Alison Keogh (IRL) Sean Edwards (ENG) | Árbitra: Alison Keogh (IRL) Sean Edwards (ENG) |

| 2 de junio de 2024 | Irlanda | 0–7     | Alemania                                                                      | Lee Valley Hockey and Tennis Centre, Londres,       |                                                     |
| 10:00              |         | Reporte | Mazkour 17' · Hellwig 28', 52' · Miltkau 29', 32' · Herzbruch 42' · Prinz 54' | Árbitra: Martin Madden (SCO) Laurine Delforge (BEL) | Árbitra: Martin Madden (SCO) Laurine Delforge (BEL) |

| 2 de junio de 2024 | Reino Unido                   | 3–1     | India        | Lee Valley Hockey and Tennis Centre, Londres,            |                                                          |
| 12:15              | Bandurak 2', 11' · Calnan 47' | Reporte | Abhishek 35' | Árbitra: Sébastien Michielsen (BEL) Coen van Bunge (NED) | Árbitra: Sébastien Michielsen (BEL) Coen van Bunge (NED) |

| 2 de junio de 2024 | Bélgica                                                  | 4–4 (3–2 p.)               | Australia                                           | Wilrijkse Plein Antwerpen, Amberes,                 |                                                     |
| 16:15              | Boon 13' · De Kerpel 42' · Hendrickx 43' · Van Aubel 58' | Reporte                    | Govers 12' · Whetton 14' · Ephraums 19' · Sharp 51' | Árbitra: Jonas van't Hek (NED) Raphaël Adrien (GER) | Árbitra: Jonas van't Hek (NED) Raphaël Adrien (GER) |
|                    |                                                          | Tiros desde el punto penal |                                                     |                                                     |                                                     |
|                    | Boccard · Van Aubel · Wegnez · De Kerpel                 |                            | Brand · Ogilvie · Govers · Sharp · Craig            |                                                     |                                                     |

| 2 de junio de 2024 | España     | 1–2     | Argentina                     | Wilrijkse Plein Antwerpen, Amberes,            |                                                |
| 20:45              | Curiel 52' | Reporte | Capurro 20' · Della Torre 41' | Árbitra: Sarah Wilson (SCO) Sean Edwards (ENG) | Árbitra: Sarah Wilson (SCO) Sean Edwards (ENG) |

| 5 de junio de 2024 | Reino Unido                               | 4–1     | España       | Lee Valley Hockey and Tennis Centre, Londres,     |                                                   |
| 13:15              | Furlong 3', 45' · Ward 17' · Rushmere 27' | Reporte | Bonastre 52' | Árbitra: Michiel Otten (NED) Ahmed El-Sayed (EGY) | Árbitra: Michiel Otten (NED) Ahmed El-Sayed (EGY) |

| 5 de junio de 2024 | Irlanda | 0–3     | Alemania                                | Lee Valley Hockey and Tennis Centre, Londres,           |                                                         |
| 17:45              |         | Reporte | Herzbruch 36' · Peillat 43' · Prinz 60' | Árbitra: Martin Madden (SCO) Sébastien Michielsen (BEL) | Árbitra: Martin Madden (SCO) Sébastien Michielsen (BEL) |

| 6 de junio de 2024 | Alemania | 0–3     | España                 | Lee Valley Hockey and Tennis Centre, Londres,     |                                                   |
| 14:15              |          | Reporte | Basterra 11', 40', 49' | Árbitra: Coen Van Bunge (NED) Michiel Otten (NED) | Árbitra: Coen Van Bunge (NED) Michiel Otten (NED) |

| 6 de junio de 2024 | Reino Unido               | 3–0     | Irlanda | Lee Valley Hockey and Tennis Centre, Londres,     |                                                   |
| 20:00              | Ward 12', 22' · Roper 14' | Reporte |         | Árbitra: Laurine Delforge (BEL) Ivona Makar (CRO) | Árbitra: Laurine Delforge (BEL) Ivona Makar (CRO) |

| 8 de junio de 2024 | Reino Unido              | 2–3     | Australia                     | Lee Valley Hockey and Tennis Centre, Londres,        |                                                      |
| 14:30              | Furlong 7' · Wallace 15' | Reporte | Govers 11', 40' · Wickham 27' | Árbitra: Coen van Bunge (NED) Laurine Delforge (BEL) | Árbitra: Coen van Bunge (NED) Laurine Delforge (BEL) |

| 8 de junio de 2024 | India                          | 2–3     | Alemania                   | Lee Valley Hockey and Tennis Centre, Londres,     |                                                   |
| 17:15              | Harmanpreet 19' · Sukhjeet 48' | Reporte | Peillat 2', 33' · Rühr 10' | Árbitra: Martin Madden (SCO) Ahmed El-Sayed (EGY) | Árbitra: Martin Madden (SCO) Ahmed El-Sayed (EGY) |

| 9 de junio de 2024 | Reino Unido                         | 3–2     | India                          | Lee Valley Hockey and Tennis Centre, Londres,     |                                                   |
| 14:30              | Roper 1' · Waller 37' · Forsyth 50' | Reporte | Sukhjeet 19' · Harmanpreet 36' | Árbitra: Michiel Otten (NED) Ahmed El-Sayed (EGY) | Árbitra: Michiel Otten (NED) Ahmed El-Sayed (EGY) |

| 9 de junio de 2024 | Australia             | 2–2 (4–5 p.)               | Alemania                | Lee Valley Hockey and Tennis Centre, Londres,     |                                                   |
| 17:15              | Craig 12' · Brand 44' | Reporte                    | Große 33' · Peillat 35' | Árbitra: Martin Madden (SCO) Coen van Bunge (NED) | Árbitra: Martin Madden (SCO) Coen van Bunge (NED) |
|                    |                       | Tiros desde el punto penal |                         |                                                   |                                                   |
|                    |                       |                            |                         |                                                   |                                                   |

| 11 de junio de 2024 | Reino Unido                  | 2–1     | España       | Lee Valley Hockey and Tennis Centre, Londres,            |                                                          |
| 11:00               | Williamson 45' · Forsyth 50' | Reporte | Miralles 49' | Árbitra: Sébastien Michielsen (BEL) Coen van Bunge (NED) | Árbitra: Sébastien Michielsen (BEL) Coen van Bunge (NED) |

| 11 de junio de 2024 | Alemania                 | 2–3     | Australia                               | Lee Valley Hockey and Tennis Centre, Londres,     |                                                   |
| 15:30               | Ludwig 11' · Peillat 35' | Reporte | Whetton 28' · Howard 56' · Ockenden 59' | Árbitra: Martin Madden (SCO) Ahmed El-Sayed (EGY) | Árbitra: Martin Madden (SCO) Ahmed El-Sayed (EGY) |

| 12 de junio de 2024 | Alemania                   | 2–4     | España                                      | Lee Valley Hockey and Tennis Centre, Londres,           |                                                         |
| 12:00               | Peillat 19' · Hartkopf 58' | Reporte | Miralles 9' · Reyné 28', 48' · Iglesias 40' | Árbitra: Martin Madden (SCO) Sébastien Michielsen (BEL) | Árbitra: Martin Madden (SCO) Sébastien Michielsen (BEL) |

| 12 de junio de 2024 | Reino Unido | 1–5     | Australia                                             | Lee Valley Hockey and Tennis Centre, Londres,     |                                                   |
| 17:45               | Morton 2'   | Reporte | Whetton 1' · Welch 29' · Willott 35', 51' · Craig 45' | Árbitra: Michiel Otten (NED) Coen van Bunge (NED) | Árbitra: Michiel Otten (NED) Coen van Bunge (NED) |

| 23 de junio de 2024 | Reino Unido | 1–3     | Bélgica                         | SV Kampong, Utrecht,                              |                                                   |
| 13:30               | Ansell 33'  | Reporte | Wegnez 17' · Hendrickx 30', 37' | Árbitra: Wanri Venter (RSA) Jonas van't Hek (NED) | Árbitra: Wanri Venter (RSA) Jonas van't Hek (NED) |

| 23 de junio de 2024 | Países Bajos                                                     | 2–2 (4–5 p.)               | Alemania                                                          | SV Kampong, Utrecht,                               |                                                    |
| 16:00               | Janssen 35' · Bijen 56'                                          | Reporte                    | Hellwig 14' · Weigand 49'                                         | Árbitra: Ayden Shrives (RSA) Rachel Williams (ENG) | Árbitra: Ayden Shrives (RSA) Rachel Williams (ENG) |
|                     |                                                                  | Tiros desde el punto penal |                                                                   |                                                    |                                                    |
|                     | Croon · Brinkman · De Geus · Van Dam · De Mol · Croon · Brinkman |                            | Wellen · H. Müller · Große · Prinz · Weigand · Wellen · H. Müller |                                                    |                                                    |

| 24 de junio de 2024 | Alemania | 0–1     | Reino Unido | SV Kampong, Utrecht,                               |                                                    |
| 17:30               |          | Reporte | Wallace 23' | Árbitra: Ayden Shrives (RSA) Jonas van't Hek (NED) | Árbitra: Ayden Shrives (RSA) Jonas van't Hek (NED) |

| 25 de junio de 2024 | Países Bajos                           | 3–1     | Bélgica  | SV Kampong, Utrecht,                                  |                                                       |
| 20:00               | Janssen 41' · Reyenga 45' · De Mol 51' | Reporte | Boon 18' | Árbitra: Jonas van 't Hek (NED) Rachel Williams (ENG) | Árbitra: Jonas van 't Hek (NED) Rachel Williams (ENG) |

| 27 de junio de 2024 | Reino Unido                | 3–1     | Bélgica       | Estadio Wagener, Ámsterdam,                      |                                                  |
| 16:30               | Wallace 3' · Ward 20', 58' | Reporte | Hendrickx 22' | Árbitra: Wanri Venter (RSA) Coen van Bunge (NED) | Árbitra: Wanri Venter (RSA) Coen van Bunge (NED) |

| 27 de junio de 2024 | Países Bajos                               | 1–1 (1–3 p.)               | Alemania                          | Estadio Wagener, Ámsterdam,                        |                                                    |
| 19:00               | Janssen 26'                                | Reporte                    | Wellen 46'                        | Árbitra: Ayden Shrives (RSA) Rachel Williams (ENG) | Árbitra: Ayden Shrives (RSA) Rachel Williams (ENG) |
|                     |                                            | Tiros desde el punto penal |                                   |                                                    |                                                    |
|                     | T. Brinkman · De Geus · Bijen · Telgenkamp |                            | Wellen · Rühr · H. Müller · Prinz |                                                    |                                                    |

| 28 de junio de 2024 | Alemania                                          | 3–3 (4–2 p.)               | Reino Unido                           | Estadio Wagener, Ámsterdam,                      |                                                  |
| 16:30               | Wellen 3', 25' · Peillat 56'                      | Reporte                    | Roper 15' · Ward 21', 32'             | Árbitra: Coen van Bunge (NED) Wanri Venter (RSA) | Árbitra: Coen van Bunge (NED) Wanri Venter (RSA) |
|                     |                                                   | Tiros desde el punto penal |                                       |                                                  |                                                  |
|                     | Wellen · H. Müller · M. Grambusch · Prinz · Große |                            | Williamson · Wallace · Morton · Roper |                                                  |                                                  |

| 30 de junio de 2024 | Países Bajos                       | 3–5     | Bélgica                                                                   | Estadio Wagener, Ámsterdam,                       |                                                   |
| 15:00               | T. Brinkman 13', 15' · Pieters 46' | Reporte | Stockbroekx 1' · De Kerpel 12' · Hendrickx 27' · Luypaert 39' · Onana 58' | Árbitra: Coen van Bunge (NED) Ayden Shrives (RSA) | Árbitra: Coen van Bunge (NED) Ayden Shrives (RSA) |